# Поклик безодні
Поклик безодні (рос. Зов бездны, англ. The Call of the Abyss) — російський документальний фільм телестудії «Роскосмос». Прем'єра відбулася на телевізійному «Першому каналі» Росії 9 лютого 2009 р.. Хоча таємна війна спецслужб ніколи не була надбанням гласності. Є підстави вважати, що імідж скандальної «лженауки» парапсихології, створювався навмисно.

## Сюжет
У цьому документальному фільмі нібито «зроблено спробу на суворо науковій основі» розповісти про «надможливості» людини (Парапсихологія), що дозволяють силою уявного навіювання керувати вчинками інших людей. У фільмі брали участь Академік РАН і РАМН Наталя Бехтерєва, а також колишні високопоставлені співробітники КДБ СРСР, які розкривають застосування цих методів на практиці державних спецслужб. Деякі діючі спеціалісти спецслужби — обличчя не показують і імен їх не пишуть (аудіо деформований голос їх інтерв'ю). Центральне місце займає показ вражаючих можливостей, які дає людині гіпноз — подорож у минуле, можливість розслідування злочинів слідством, ведення розвідки, застосування техніки силового гіпнозу спецпідрозділами тощо. В кінці фільму автори приходять до висновку, що подібні можливості не просто існують — вони дають людині перепустку в невідому «паралельну» реальність, але небезпека полягає в тому, що в цій реальності дрімають нищівні сили, природа яких абсолютно незрозуміла.
- У закритих лабораторіях проводилися секретні досліди, результати яких справді сенсаційні. Спецслужбами часто вербуються знавці стародавніх шаманських обрядів і таємних психотехнік. Секретні раніше кадри фільмування у в.ч.10003 дослідів впливу гіпнозу з офіцерами СРСР вперше продемонстровані в документальному фільмі «Поклик безодні».
- На міжнародних змаганнях військ спецпризначення, в останній день російський інструктор показував дивовижний в той час безконтактний бій із застосуванням техніки «силового гіпнозу». Командуванню потрібно дізнатися можливості американців. Інструктор отримує завдання вдарити кого-небудь із заокеанських колег. Через місяць підполковник Лавров їхав на машині, раптово перед очима у його водія виникла пелена перед очима, руки стали ватяними, і автомобіль впав в кар'єр біля дороги. Адже на мозок водія дистанційно впливали. Як потім з'ясувалося, це і була відповідь американців. Згідно з офіційною статистикою, точність показників офіцерів-екстрасенсів становить понад 70 %, іноді вони знаходять задані цілі навіть у бетонних бункерах. Такі групи екстрасенсів є і в ЦРУ.
- Мешканка Пскова — одна з тих, хто досконало володіє подібними обрядами. Вона «наводить порчу» на свого чоловіка, щоб заволодіти його бізнесом. Бізнесмен вмирає від гострої ниркової недостатності…
- У 1990 р. в Осло під час вручення Нобелівської премії Миру президентові СРСР М. С. Горбачову. Офіцер, відповідальний за безпеку перебування Горбачова в Норвегії, потрапляє в полон американських спецслужб. З їхнього боку готується провокація. Офіцера зомбують, штовхають на провокацію…
- У 1992 р. генерал КДБ у відставці Борис Ратніков спровокував скасування візиту президента Росії Б. М. Єльцина до Японії. Причина — нібито, недостатнє забезпечення безпеки заходу. Насправді приводом послужила інформація штатних екстрасенсів російських спецслужб. Вони доповіли, що під тиском Вашингтона Японія в ультимативній формі зажадає повернення Курильських островів. Помстою американських спецслужб повинна була стати смерть дружини генерала КДБ Бориса Ратнікова. Після явного психологічного впливу жінка мало не викинулася з вікна.
- Деякі подробиці зі служби 9-го управління КДБ коментує генерал-майор ФСБ Георгій Рогозін і т. д..

## Знімальна група
- Режисер: Олександр Мєржанов[7]
- Автори сценарію: Олександр Мєржанов, Юлія Колосова
- Оператори: Борис Готгєльф, Вячеслав Красаков, Євген Петров, Сергій Селіванов
- Монтаж: Лариса Смірнова
- Текст читає: Андрій Скопов
- Продюсери: Олександр Островський, Дмитро Свєргун
- Продюсери від «Першого каналу» Росії: Андрій Цвітарний, Олег Вольнов